# Days of Waiting
Days of Waiting é um filme-documentário em curta-metragem estadunidense de 1990 dirigido e escrito por Steven Okazaki. Venceu o Oscar de melhor documentário de curta-metragem na edição de 1991.